# Hullo, Fame!
Pour plus de détails, voir Fiche technique et Distribution.
Hullo, Fame! est un documentaire britannique réalisé par Andrew Buchanan, sorti en 1940.

## Fiche technique
- Titre original : Hullo, Fame!
- Réalisation : Andrew Buchanan
- Scénario : Gerard Bryant
- Décors : Ramon de Leon
- Costumes : Lilian Lawler
- Photographie : Henry Cooper
- Montage : James M. Anderson
- Musique : Charles Zwar
- Production : Andrew Buchanan
- Société de production : British Films
- Société de distribution : Exclusive Films
- Pays d'origine :  Royaume-Uni
- Langue originale : anglais
- Format : Noir et blanc  — 35 mm — 1,37:1 — son mono
- Genre : documentaire
- Durée : 45 minutes
- Date de sortie : Royaume-Uni : juin 1940

## Distribution
- Sutherland Felce
- Jean Kent
- Roberta Huby
- Pola Nirenska
- Wilbur Hall
- Hedli Anderson
- Gordon Little
- Davina Craig
- Peter Ustinov
- Joe Hayman